# Navalcarnero
Navalcarnero ist eine Stadt und eine spanische Gemeinde (municipio) mit 32.683 Einwohnern (Stand: 2024) im Südwesten der Autonomen Gemeinschaft Madrid in der Mitte Spaniens. Der alte Ortskern wurde im Jahr 2000 wegen seiner historischen Bauten als Kulturgut (Bien de Interés Cultural) in der Kategorie Conjunto histórico-artístico eingestuft.

## Lage und Klima
Die Gemeinde liegt rund 34 km südwestlich von Madrid an der Autovía A-5 in einer Höhe von ca. 670 m; die alte Stadt Toledo befindet sich ca. 60 km südlich. Das Klima ist im Winter rau, im Sommer dagegen gemäßigt bis warm; Regen (ca. 415 mm/Jahr) fällt mit Ausnahme der Sommermonate übers Jahr verteilt.

## Bevölkerungsentwicklung
| Jahr      | 1857  | 1900  | 1950  | 2000   | 2017   |
| --------- | ----- | ----- | ----- | ------ | ------ |
| Einwohner | 3.758 | 3.854 | 4.617 | 13.522 | 27.570 |

Vergleichsweise niedrige Grundstückspreise und Mieten einerseits sowie verbesserte Verkehrsbedingungen andererseits haben in der zweiten Hälfte des 20. Jahrhunderts zu einem noch immer anhaltenden Zuzug von Menschen aus ländlichen Gegenden, aber auch aus der Stadt Madrid geführt.

## Wirtschaft

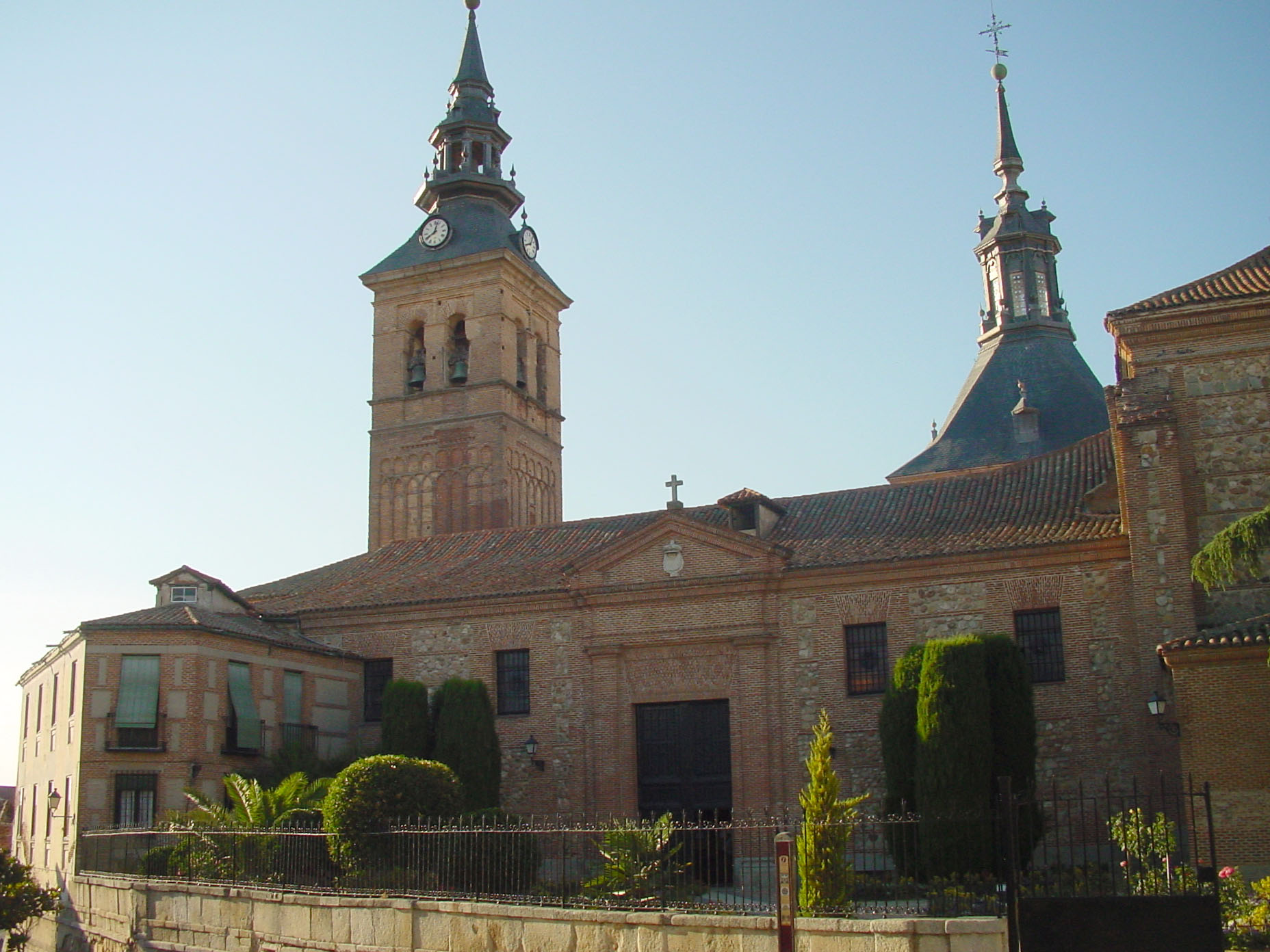
Pfarrkirche N. S. de la Asunción

Jahrhundertelang lebten die Bewohner des Ortes als Selbstversorger von der Landwirtschaft in der Umgebung; im Ort selbst siedelten sich Händler, Handwerker und Dienstleister aller Art an. Navalcarnero gehört heute zum Weinbaugebiet der Vinos de Madrid. Seit den 1960er Jahren pendeln viele Einwohner täglich zur Arbeit nach Madrid.

## Geschichte
Sowohl aus keltischer als auch aus römischer, westgotischer und islamischer Zeit fehlen bislang archäologisch verwertbare Zeugnisse. Im 10. Jahrhundert und insbesondere nach der Rückeroberung (reconquista) Toledos (1085) wurde die Gegend von Christen aus dem Norden, aber auch aus dem Süden der Iberischen Halbinsel (mudéjares) wiederbesiedelt. Später war sie zwischen den Städten Segovia und Toledo umstritten und zur Absicherung seiner Einflusssphäre betrieb der Stadtrat von Segovia im Jahr 1499 die Gründung von Navalcarnero. Im Lauf der Zeit löste sich der neugegründete Ort aus der Dominanz Segovias und erhielt im Jahr 1627 die einfachen Stadtrechte (villa).

## Sehenswürdigkeiten

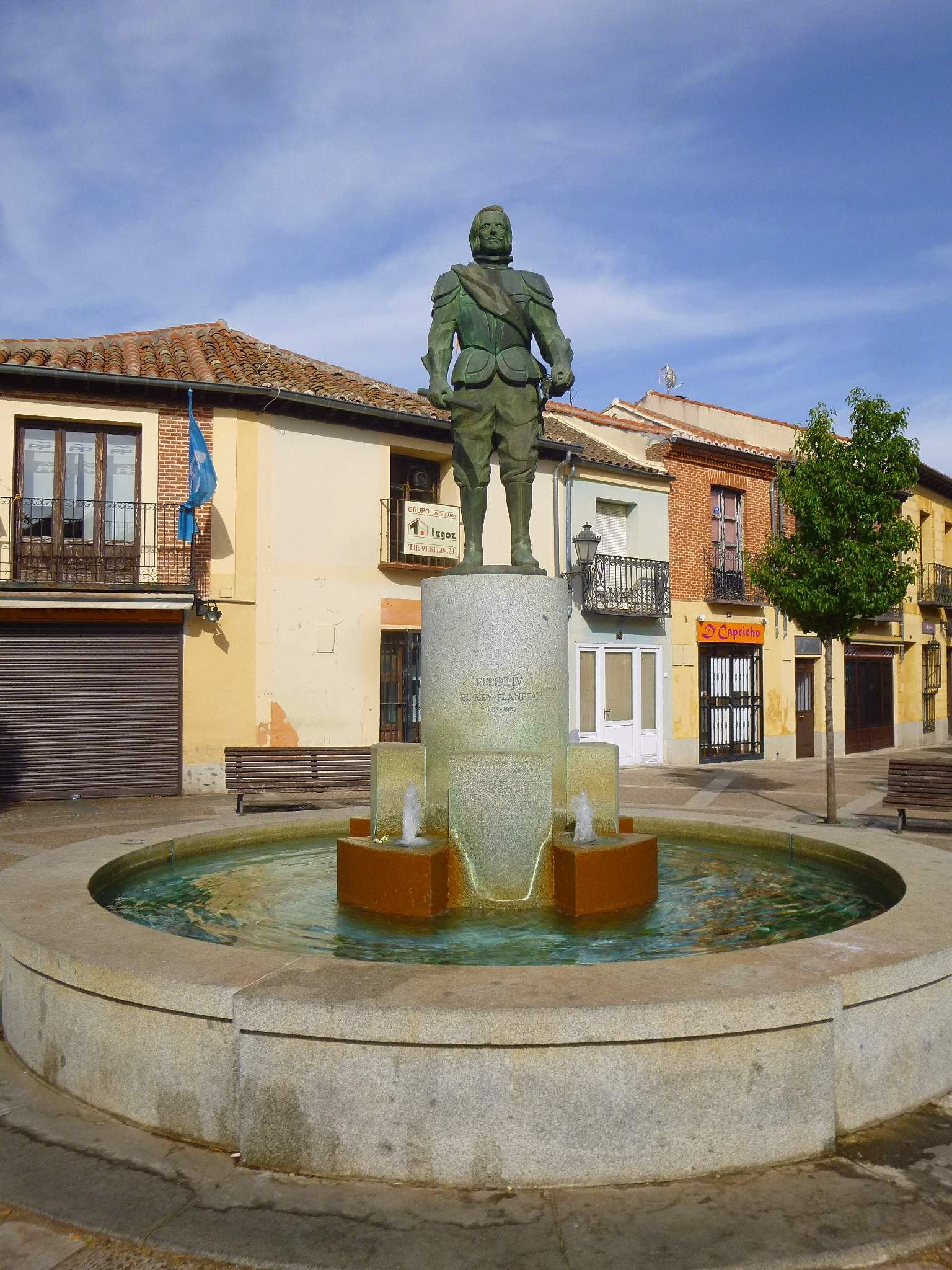
Denkmal für Philipp IV.

- Die Plaza de Segovia ist das Zentrum der Stadt; hier befinden sich das alte Rathaus (Casa Consistorial) und die Hauptkirche der Stadt, außerdem fanden hier Viehmärkte, Festveranstaltungen und Stierkämpfe statt. Die Vorderfronten der meisten Häuser ruhen auf Holzstützen oder Steinsäulen (soportales).[5]
- Die Iglesia de Nuestra Señora de la Asunción ist der Himmelfahrt Mariens geweiht. Sie war die erste Kirche des Ortes, wurde jedoch in den 1580er Jahren im Mudéjar-Stil vergrößert und auch noch danach um Kapellenanbauten erweitert. Der Glockenturm (camapanario) zeigt ein Dekor aus überschneidenden Bögen.[6]
- Zahlreiche weitere Kirchen und Einsiedeleien (ermitas) gehören zum Stadtbild.
- Das Weinmuseum (Museo del Vino) bietet Informationen zur Geschichte und Entwicklung des regionalen Weinbaus.[7]
- Eine Bronze-Statue Philipps IV. steht auf der Plaza Puerta del Sol und erinnert an die im Jahr 1649 in Navalcarnero erfolgte Vermählung zwischen dem spanischen König Philipp IV. (reg. 1621–1665) und seiner fast 30 Jahre jüngeren Braut Maria Anna von Österreich.
- In der Casa de la Cadena, von der nur noch das Portal erhalten ist, fanden die Hochzeitsfeierlichkeiten statt; außerdem verbrachte das königliche Paar hier die Hochzeitsnacht.[8]
- Die Casa de la Lonja steht an der Plaza del Mercado; der ursprünglich als Börse oder Handelskontor geplante Bau war im 18. und 19. Jahrhundert das Wohnhaus der Familie Fernández de Velasco.[9]